# 외교 단절
외교단절(外交斷絶)은 한 나라가 다른 나라의 행동에 대해서 불만과 항의를 표시하는 강경한 수단으로 상대국에 파견한 자국의 상주 외교사절과 그 수행원을 소환하는 동시에 자국에 주재중인 상대국의 상주외교사절과 그 수행원에게 퇴거를 명하는 정치적인 행동을 말한다. 그러나, 외교단절이 되었다 하여도 양 당사국간의 국제법적 관계는 지속되며, 재외국민이나 그 권익에 대한 외교적 보증은 제3국을 통해 상대국과 교섭을 가지게 된다. 일반적으로 양국의 전쟁이 시작되면서 외교관계는 단절되고, 따라서 외교사절은 퇴거하게 된다. 또한 외교단절은 평화를 파기하거나 위협하는 국가에 대해 국제가맹국이 행할 수도 있다(유엔 헌장 제41조).

## 같이 보기
- 외교 정책